# Primo primoriale
Un primo primoriale è un numero primo che differisce di 1 da un primoriale, cioè della forma p# − 1 oppure p# + 1. I più piccoli primi primoriali sono:
5, 7, 29, 31, 211, 2309, 2311, 30029
A luglio 2025 i più grandi primi primoriali conosciuti dei due tipi sono 6533299# - 1 (2835864 cifre scoperto nell'agosto 2024 Christian Wallbaum) e 9562633# + 1 (4151498 cifre scoperto nel giugno 2025 da Vaughan Davies).
Si congettura che esistano infiniti primi primoriali (di entrambe le forme).